# Fuegiphoxus inutilus
Fuegiphoxus inutilus is een vlokreeftensoort uit de familie van de Phoxocephalidae. De wetenschappelijke naam van de soort is voor het eerst geldig gepubliceerd in 1980 door Barnard & Barnard.